# Endoderme
A endoderme é um folheto embrionário que tem como origem os macrômeros da blástula, que se dobram para dentro da blastocele dando origem ao arquêntero e ao blastóporo. Dela se originam, por exemplo, os órgãos do aparelho digestivo e o revestimento interno do sistema respiratório e glândulas anexas, além da bexiga e da uretra.
É um folheto embrionário mais interior que os outros dois: a mesoderme e a ectoderme.